# Френк Герлі
Джеймс Френсіс (Френк) Герлі (англ. James Francis Hurley, нар. 15 жовтня 1885- пом. 16 січня 1962) — австралійський фотограф, військовий фотограф Першої світової війни, режисер-документаліст, мандрівник — учасник кількох етнографічних і трьох експедицій в Антарктиду.

## Ранні роки життя
Френк Герлі народився 15 жовтня 1885 року в передмісті Сіднея, Австралія, в сім'ї Едварда та Маргатет Герлі. Третій із п'яти дітей у сім'ї. У 13 років Френк покинув школу та влаштувався працювати на сталеливарний завод «Esk Bank Ironworks» у містечку Літгоу. Інтерес до фотографії юному Герлі прищепив його майстер-наставник на заводі, який пристрасно захоплювався цим, доволі новим видом мистецтва, та який часто брав його з собою на «фотопрогулянки» у Блакитні гори, в околицях яких розташоване містечко.
Через два роки Френк Герлі повернувся додому. Вечорами він продовжував освіту в місцевій технічній школі, слухав лекції в Сіднейському університеті, а вдень працював у телеграфному офісі, де за допомогою колег ближче познайомився з технічною стороною фотосправи. У цей час він придбав свою першу фотокамеру Кодак. Перший гонорар за зроблені фотографії Френк отримав від Edison Phonograph Company.
У 1905 році Герлі влаштувався на роботу фотографом в Сіднейську поштову компанію «Harry Cave», яка займалася виготовленням поштових листівок, і незабаром набув популярності як професіонал своєї справи, а також за ряд видатних для свого часу фотографій, зокрема, за фотографію поїзда, що наближається, зняту безпосередньо із залізничного полотна. У 1910 році відбулась перша виставка його робіт. Через економічну кризу у 1910 році «Harry Cave» збанкрутувала, і Френк Герлі залишився без роботи.

## Перші антарктичні експедиції

### 1911—1913

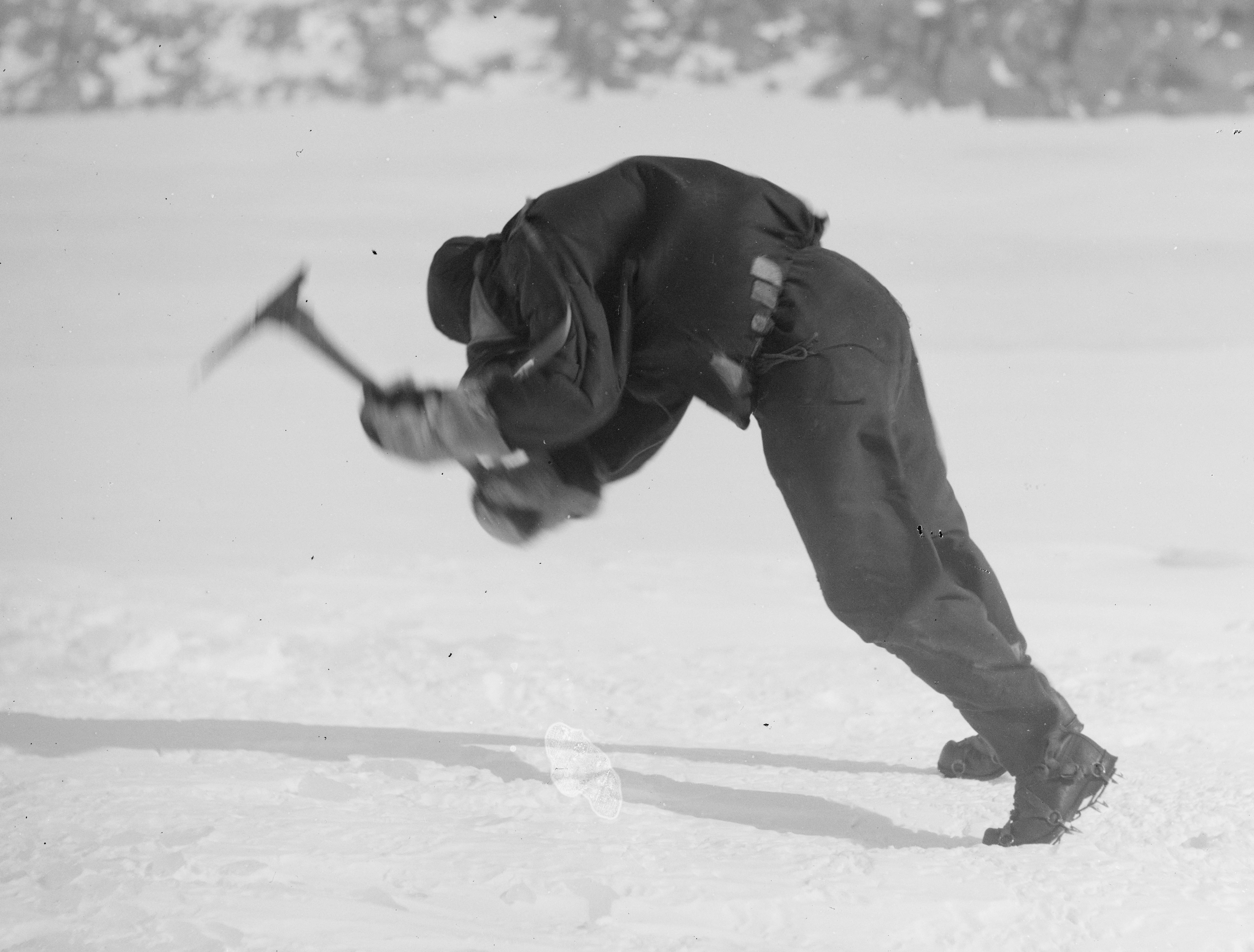
Антарктичний вітер. Френк Герлі, 1912

У 1911 році доктор Дуглас Моусон запросив Френка Герлі взяти участь як фотографа у першій Австралійській антарктичній експедиції. Герлі прийняв пропозицію, і з грудня 1911 року по березень 1913 року знімав на фото та кінокамеру її роботу. Крім своїх основних обов'язків, Герлі взяв активну участь у вирішенні повсякденних експедиційних завдань, а також став учасником походу «Південної партії» під керівництвом астронома Едварда Бейджа, метою якої було проведення спостережень за земним магнетизмом у безпосередній близькості від південного магнітного полюса землі. З 10 листопада 1912 року по 11 січня 1913 року партія в умовах жорстокої негоди пройшла Антарктидою понад 600 миль.
Найвідомішими фотографіями Френка Герлі з цієї експедиції стали «Крижаний гриб», «Буря на мисі Денісон», «У крижаній печері» та інші. Герлі повернувся у Сідней восени 1913 року та вже у серпні представив на суд громадськості свій фільм «Батьківщина сніжних бур» (англ. Home of the Blizzard), який приніс йому всесвітню славу. Однак усі вторговані від прокату фільму гроші та гонорари за опубліковані фотографії, відповідно до умов контракту Герлі, пішли на погашення боргів експедиції.

### 1914—1916
У жовтні 1914 року Френк Герлі на посаді фотографа приєднався до імперської трансантарктичної експедиції під керівництвом Ернеста Шеклтона. Цього разу за умовами контракту Герлі покладалася зарплата £6 в тиждень і 25 % прав на публікацію відзнятих фото та відео матеріалів, однак, на думку істориків, навряд чи умови контракту були виконані.
Метою експедиції Шеклтона був наскрізний перетин Антарктиди від моря Ведделла до моря Росса. Однак, у лютому 1915 року експедиційне судно Шеклтона «Енд'юренс» виявилося затиснутим пакововою кригою в морі Ведделла та після тривалого дрейфу затонуло. Полярникам довелося значний час провести на дрейфуючій крижині, а після цього по відкритому штормовому морю добиратися на рятувальних шлюпках до найближчої землі — острова Елефант, звідки вони були евакуйовані Шеклтоном в серпні 1916 року, після знаменитої подорожі останнього до острова Південна Джорджія. Як фотограф експедиції Герлі ретельно знімав всі її етапи — шлях на південь, зимівлю на дрейфуючому «Енд'юренсі», героїчну боротьбу екіпажу за життя після загибелі судна. Під час експедиції у її учасників склалася думка про Френка Герлі як про людину, «зроблену із заліза» (англ. hard as nails), за його видатні здібності витримувати будь-які найсуворіші випробування та готового піти на будь-які жертви заради вдалого знімка. З опису Шеклтона про гибель «Энд'юренс»:
Тим часом Герлі налаштував свою кінокамеру та зняв «Енд'юренс». У процесі знімання крига з гуркотом знесла кріплення такелажу фок, грот і бізань-щогл. Фор-марс і брам-щогла впали вниз і повисли на уламках фок-щогли з фок-реєм. Слідом за ними впала грот-щогла, обломившись
у 10 футах над головною палубою. «Вороняче гніздо» впало у 10 футах від обертаючого ручку своєї камери Герлі, але той навіть не поворухнувся та показав унікальну, хоча і сумну картину.
З іншого боку, за свою деяку «гордовитість» і «гординю» він отримав прізвисько «Принц».
Крім обов'язків фотографа Герлі відповідав за тренування, навчання та годування своєї собачої упряжки. 17 червня 1915 року упряжка Герлі перемогла в так званому «Антарктичному Дербі» — змаганні собачих упряжок, влаштованому Шеклтоном на честь свята середини зими, яке проходило у темряві полярної ночі. Полярної ж ночі Герлі зробив одну зі своїх найвідоміших фотографій: оточеного кригою «Енд'юренса». Як «майстер на всі руки» у травні 1915 року Герлі зміг запустити невелику електричну установку, що була на «Енд'юренс», він розмістив лампи освітлення в обсерваторії, метеостанції та інших місцях. Крім цього він також встановив два потужні світильники на щоглах, що висвітлювали корабель від борту до борту. Ці лампи мали неоціненне значення на випадок можливого руйнування крижини, що оточувала корабель. Руками Герлі була також виготовлена жирова піч, якою полярники користувалися під час дрейфу на крижині та під час зимівлі на острові Елефант.Усього до початку листопада 1915 року Герлі відзняв понад 500 негативів, більшу частину яких знищили за рішенням Шеклтона, залишили всього 120, з них двадцять кольорових, а також альбом з надрукованими фото. Інші нечисленні, але відомі світові фотографії, як-от «Порятунок», Герлі зробив на кишеньковий фотоапарат Кодак. З тих фото та кіноматеріалів, які вдалося врятувати, у 1919 році Герлі змонтував фільм «Південь!» (англ. South!, інша назва — «В обіймах полярної криги» (англ. In The Grip of The Polar Pack Ice)), який мав величезний успіх. У XXI столітті на основі цих матеріалів створили кілька документальних фільмів, присвячених експедиції.

## Служба військовим фотографом

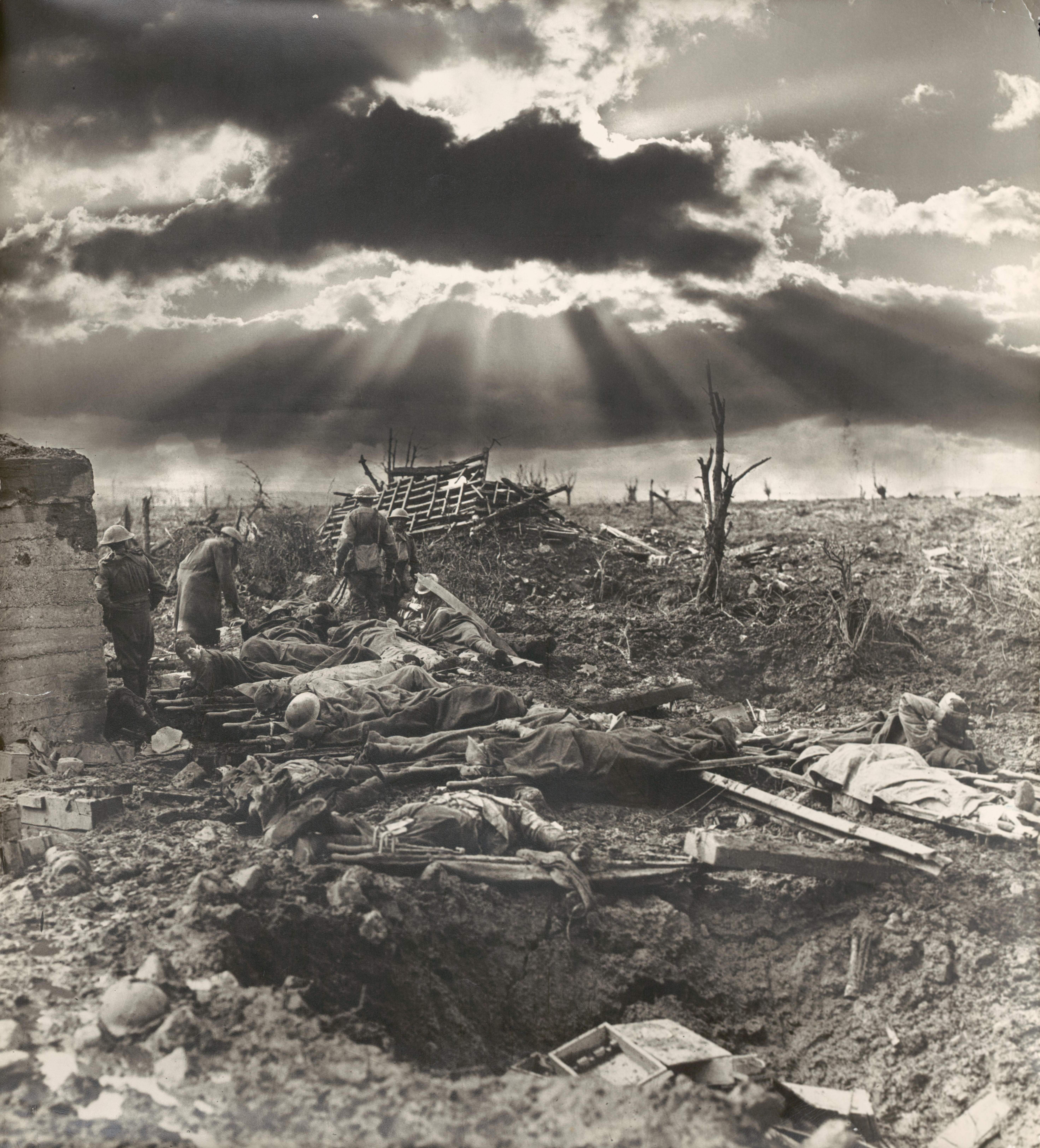
Ранок у Пашендейлі, 1917 (композитна фотографія)

У серпні 1917 року Френк Герлі вступив до лав Австралійських збройних сил (АЗС) і у званні капітана був направлений на західний фронт офіційним фотографом, де служив разом з Г'юбертом Вілкінсом. За свою безрозсудну хоробрість, виявлену при зніманні фотографій, Герлі отримав прізвисько «Мед» («Божевільний фотограф»). До найбільш відомих відносять фотографії, зроблені Герлі під час третьої битви під Іпром, відомої також як битва біля Пашендейла. Це насамперед «Ранок у Пашендейлі», «Погляд крізь вікно собору на цвинтарі, що стало полем бою», «Ліс Шато під Іпром» та інші. Історична цінність деяких фотографій, втім, була піддана серйозній критиці (а то й зовсім названа підробкою із забороною на публікації) з боку військового кореспондента та офіційного історика АЗС Чарльза Біна — Герлі був переконаним прихильником пікторіалізму, на його думку, військові фотографії повинні розповідати історію, викликати емоції, тому він часто вдавався до фотомонтажу шляхом створення фотографій методом композитного накладання декількох фотопластин. Конфлікт з Біном призвів до того, що наприкінці 1917 року Герлі подав у відставку, але його направили на Близький схід, де й прослужив до кінця війни.

## Наступні роки життя
Під час служби в Каїрі Френк Герлі познайомився з молодою оперною співачкою Антуанеттою Розалін Лейтон — дочкою офіцера Індійської армії та після десятиденного роману одружився з нею 11 квітня 1918 року, а після закінчення війни вони разом повернувся до Сіднея. Наступні чотири десятиліття Френк Герлі продовжував займатися улюбленою справою — знімати фільми. На початку 1920-х років він взяв участь в експедиціях на острови Торресової протоки та Папуа Нова Гвінея, у 1929—1931 роках у Британсько-австрало-новозеландській антарктичній дослідницькій експедиції доктора Моусона (БАНЗАДЕ). У 1930-х роках він працював на кінокомпанію «Cinesound Movietone Productions», знімаючи фільми, які прославляли австралійські досягнення, такі як «Симфонія сталі» (англ. Symphony of Steel, 1932) і «Становлення нації» (англ. A Nation Is Built, 1938). Під час Другої світової війни працював військовим фотографом на Близькому сході, підготувавши понад 60 відеооглядів про поточні події та знявши 11 фільмів для британського Міністерства інформації. Після війни у 1946 році остаточно оселився в Австралії та багато часу займався читанням лекцій, публікацією фотографій, журналістикою. У 1948 році вийшла друком його книга «Аргонавти Шеклтона» (англ. Shackleton's Argonauts), а у 1955 році «По Австралії разом із камерою» (англ. Australia: A Camera Study).

Френк Герлі помер у себе вдома на Колларой плато (північне передмістя Сіднея) від серцевого нападу 16 січня 1962 року. У нього залишилися син та троє доньок. Найповнішу характеристику Френка Герлі — професіоналу своєї справи, дав Лайонель Грінстріт, перший помічник капітана «Енд'юренс»:
Герлі — це воїн зі своєю камерою, готовий вирушити куди завгодно або зробити все, що завгодно, заради фото.

## Нагороди
- Полярна медаль (1914) — за участь в Австралійській антарктичній експедиції[29].
- Полярна медаль (1916) — за участь в Імперській трансантарктичній експедиції[29].
- Військова медаль (1918) — за мужність і відданість обов'язку[29].
- Полярна медаль (1934) — за участь у Британсько-австрало-новозеландській антарктичній дослідницькій експедиції[29].
- Орден Британської імперії (1941) — за службу військовим фотографом АЗС[29].

## Деякі з найвідоміших фотографій

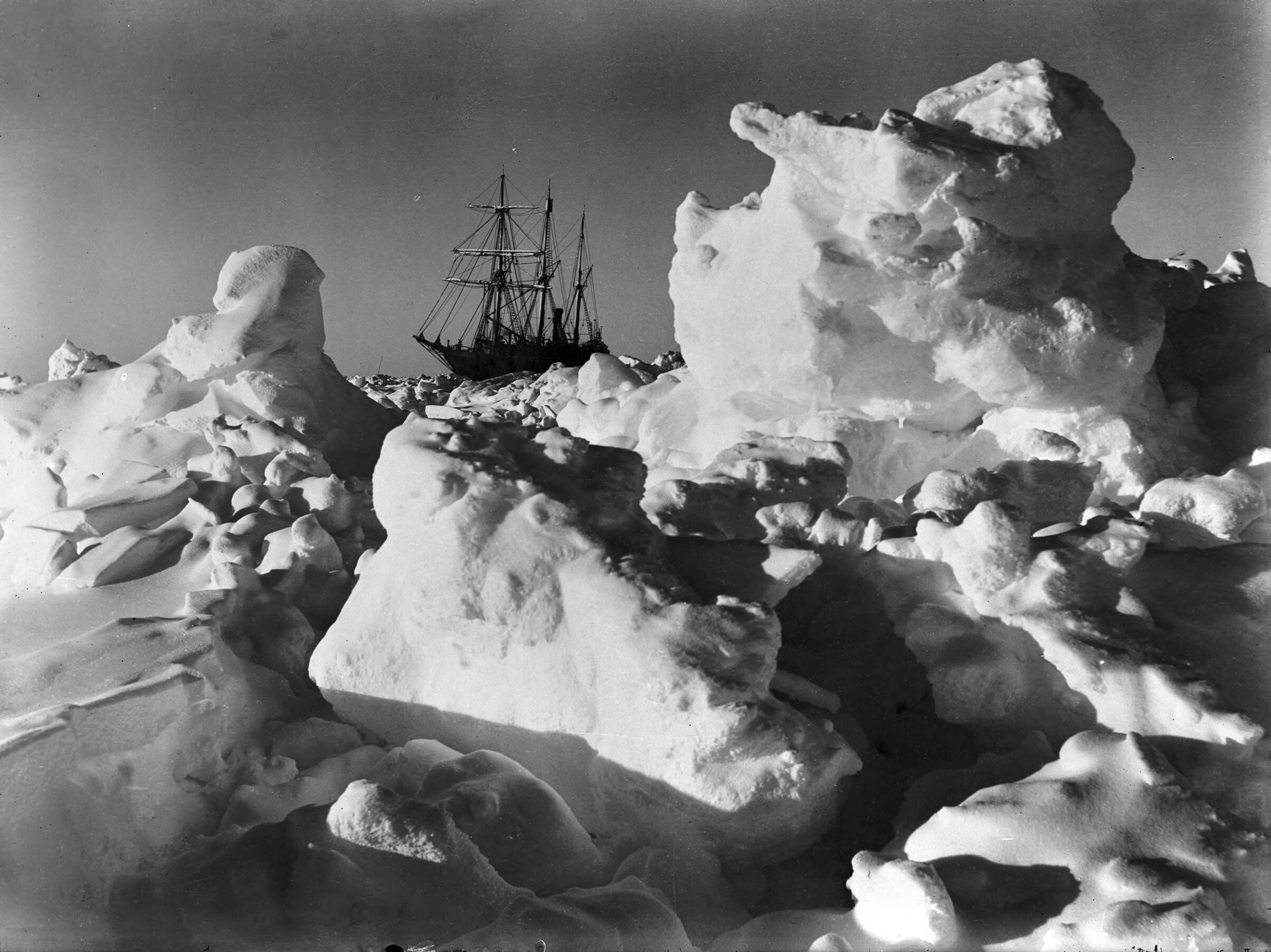
Енд'юренс у паковій кризі (1915)
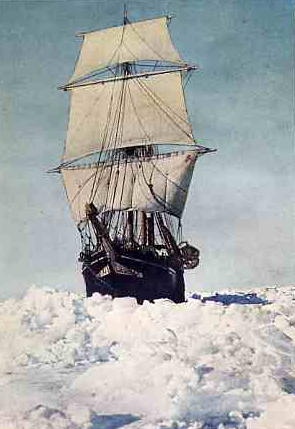
Енд'юренс
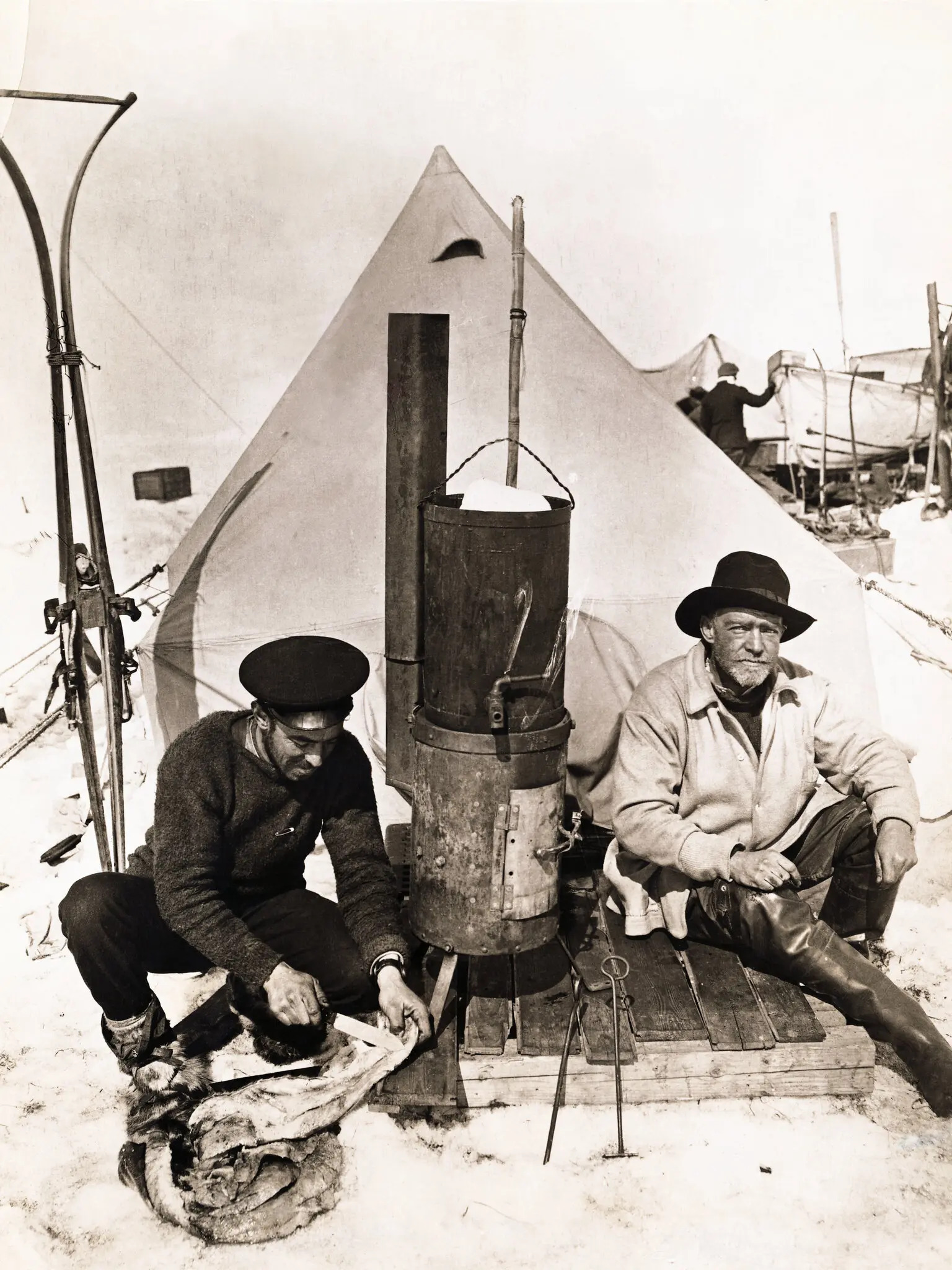
Френк Герлі та Ернест Шеклтон в "Океанському таборі"
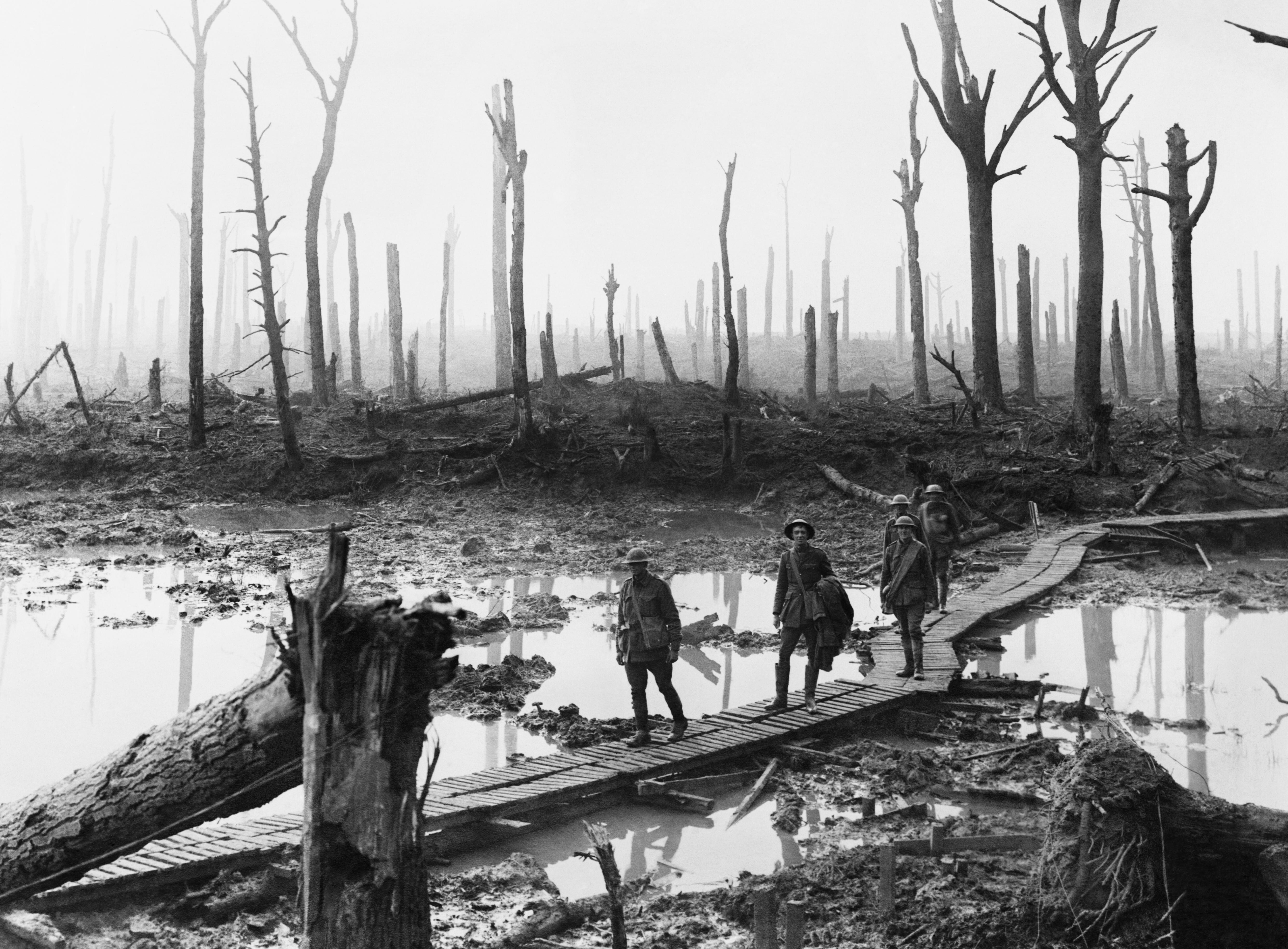
Ліс Шато під Іпром, 1917
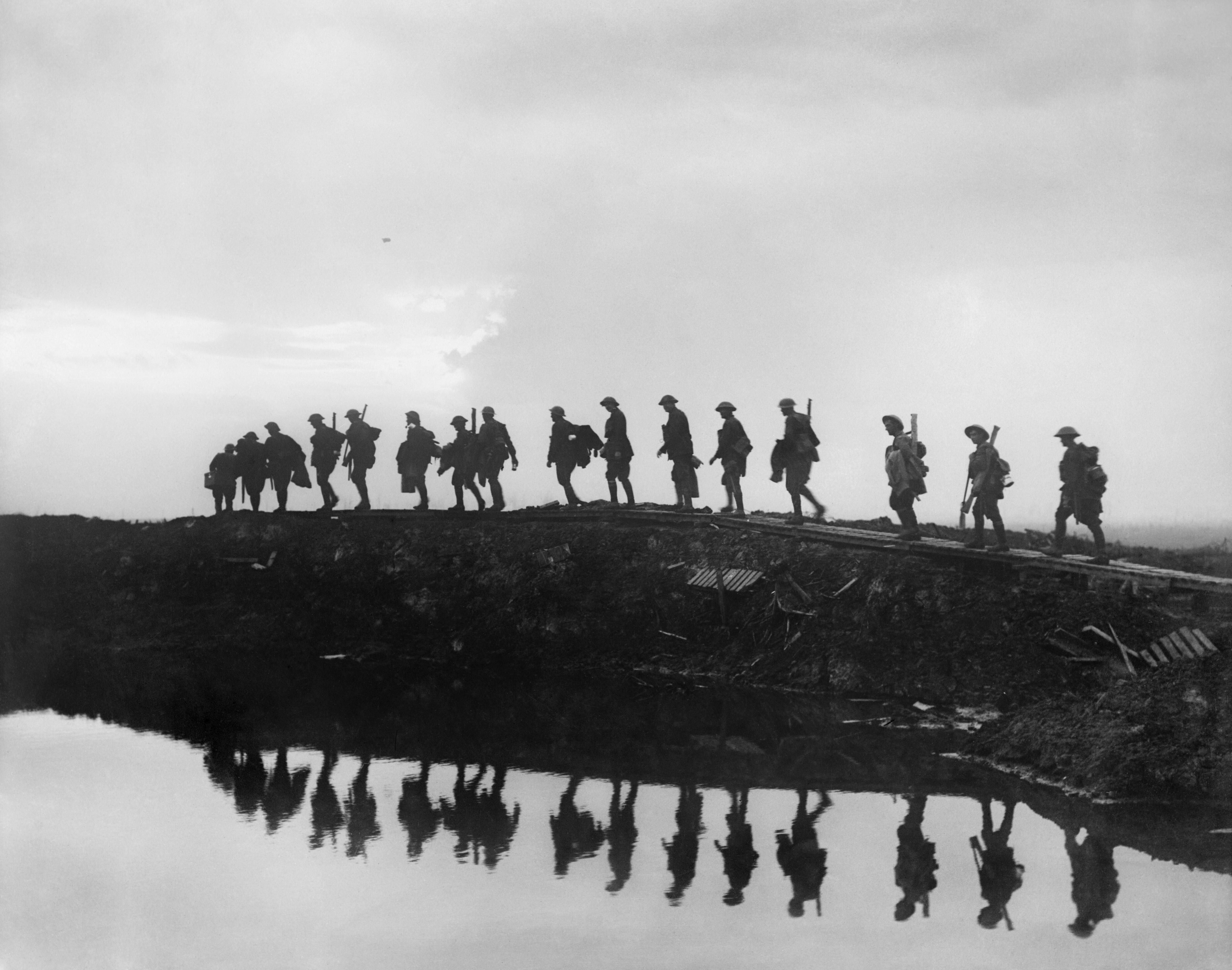
1-й австралійський дивізіон біля Хоге, 1917

## Часткова фільмографія
- Батьківщина снігових бур (англ. Home of the Blizzard (1913) (документальний)
- У невідомості (англ. Into the Unknown) (1914) (документальний)
- Південь! на сайті IMDb (англ.)  (1919) (документальний) — оператор, режисер
- Pearls and Savages[en] (1921) (документальний) — режисер
- Жінка джунглів на сайті IMDb (англ.)  (1926) — автор сценарію, режисер
- The Hound of the Deep[en] (1926) — автор сценарію, режисер
- The Squatter's Daughter на сайті IMDb (англ.)  (1933) — оператор
- The Silence of Dean Maitland на сайті IMDb (англ.)  (1934) — оператор
- Grandad Rudd на сайті IMDb (англ.)  (1935) — оператор